# Guerre, amour et compagnon
Guerre, amour et compagnon (Metamorphosis) est le neuvième épisode de la deuxième saison de la série télévisée Star Trek. Il fut diffusé pour la première fois le 10 novembre 1967 sur la chaîne américaine NBC.
Une navette emportant Kirk, Spock, Mc Coy ainsi qu'une jeune femme du nom de Nancy Hedford est détournée et s'écrase sur la planète Gamma Canaris N. Ils découvrent que les seuls habitants de cette planète sont une entité gazeuse ainsi que le scientifique Zefram Cochrane, l'inventeur du moteur à distorsion, disparu depuis plus de 150 ans.

## Distribution

### Acteurs principaux
- William Shatner — James T. Kirk (VF : Yvon Thiboutot)
- Leonard Nimoy — Spock (VF : Régis Dubost)
- DeForest Kelley — Leonard McCoy
- James Doohan — Montgomery Scott
- George Takei — Hikaru Sulu
- Nichelle Nichols — Uhura

### Acteurs secondaires
- Glenn Corbett - Zefram Cochrane
- Elinor Donahue - Nancy Hedford
- Elizabeth Rogers - Voix du Compagnon
- Eddie Paskey - Lieutenant Leslie
- William Blackburn - Lieutenant Hadley

## Résumé
Nancy Hedford, commissaire de la fédération, est emmenée à bord de l'Enterprise à bord de la navette Galileo. Elle a contracté la maladie de Sakuro, un mal rare et qui nécessite qu'elle soit ramenée sur le vaisseau pour y être soignée. Son escorte est composée du capitaine Kirk, de Spock et du docteur McCoy. Au cours de leur voyage, une forme d'énergie brillante apparaît et les force à atterrir près d'un planétoïde voisin. Kirk tente de contacter l'Enterprise afin de leur demander assistance mais leurs signaux sont bloqués et la navette refuse de décoller. Sortant à la surface du planétoïde, ils rencontrent un homme qui se présente sous le nom de Cochrane.
Cochrane leur raconte qu'il s'est aussi écrasé il y a longtemps au même endroit. Il les amène dans sa confortable maison et explique qu'il est aidé par une forme de vie étrange qu'il a surnommée "le compagnon" qui lui procure tout ce dont il a besoin et lui a redonné une jeunesse éternelle. Kirk, Spock et McCoy reconnaissent alors Zefram Cochrane, l'inventeur du moteur à distorsion disparu depuis plus de 150 ans. Celui-ci leur explique qu'il avait tenté de finir sa vie en voyageant vers l'inconnu dans l'espace mais que le "compagnon" l'a ramené ici. Il pense aussi que son désir de ne pas finir seul est la raison pour laquelle le compagnon a piraté la navette et ramené les membres de l'Enterprise sur le planétoïde.
Au cours de leur discussion, la maladie de Nancy Hedford empire. Alors que Spock tente de réparer la navette il est attaqué par le compagnon qui l'électrocute. Spock suppose qu'il s'agit d'une entité composé d'électricité et avec l'aide de Kirk, ils tentent de lui provoquer un choc électrique. La créature s'énerve et une intervention de Cochrane l'empêche de les tuer. Kirk et McCoy décident de changer de stratégie. Pendant ce temps, sur l'Enterprise, Scotty, Uhura et Hikaru Sulu tentent de rechercher la navette Galileo.
Spock bricole un appareil de traduction afin que celui-ci permette de communiquer avec le compagnon. Kirk et McCoy s'aperçoivent alors que le compagnon prend une voix féminine et semble avoir un rapport très possessif envers Cochrane. Ils en déduisent que la créature est amoureuse de lui et tentent de lui faire savoir. Toutefois, Cochrane semble rebuté à l'idée d'aimer une créature intangible et le compagnon ne comprend pas ce qu'est l'amour, ne sachant pas ce que c'est d'être humain.
Le compagnon finit par s'incarner dans le corps de Nancy Hedford, la sauvant d'une mort certaine et devenant une nouvelle entité. Cochrane et elle tombent amoureux. L'entité Hedford/compagnon permet aux membres de l'Enterprise de rejoindre leur vaisseau tandis que Cochrane décide de rester avec elle, celle-ci ne pouvant quitter le planétoïde.

## Autour de l'épisode
- C'est la première apparition de Zefram Cochrane, personnage pivot de l'histoire de Star Trek et inventeur de la technologie permettant le voyage hyperspatial. On le retrouve, joué par James Cromwell dans le film Star Trek : Premier Contact ainsi que dans l'épisode pilote de la série dérivée Star Trek: Enterprise.
- Le personnage de Pavel Chekov n'apparaît pas durant cet épisode.

## Production

### Écriture
L'épisode fut écrit par le coproducteur de la série Gene L. Coon et débuté le 7 avril 1967. Le script final fut terminé le 3 mai 1967. Dans les premières versions de l'épisode, Scottie était aussi à bord du vaisseau et l'Enterprise était alors commandée par le lieutenant Sulu avec l'aide d'un lieutenant africain nommé Ackrumba. Spock y qualifiait Cochrane de "bigame" car aimant deux femmes partageant le même corps.

### Casting
- À l'époque l'actrice était principalement connue pour son rôle récurrent dans la série Papa a raison.

### Tournage
Le tournage eut lieu du 11 au 19 mai 1967 dans les studios de la compagnie Desilu sur Gower Street à Hollywood sous la direction de Ralph Senensky.
Afin de rendre le plateau plus grand pour augmenter le sentiment de solitude, le caméraman Jerry Finnerman proposa d'utiliser des objectifs fisheye. De plus une machine à fumée fut utilisée pour simuler l'effet de nuages dans le ciel afin de donner une véritable impression d'extérieur. La scène où le compagnon, après avoir pris la forme de Nancy Hedford, regarde à travers son voile afin de retrouver ses anciennes sensations fut improvisée sur le plateau.
Peu de temps après le tournage, une partie des négatifs furent endommagés et Elinor Donahue dut retourner une partie de ses scènes. Toutefois, le décor avait été détruit et une partie dut être reconstruite. De plus, Donahue avait souffert entre-temps d'une pneumonie et perdu 5 kilos. Ils tentèrent de masquer la différence en lui mettant une écharpe autour du cou.

### Post-production
Les effets du compagnon furent créés en post-production par Richard Edlund. Les plans de la navette Galileo dans l'espace de l'épisode Galilée ne répond plus furent réutilisés.
La partition de l'épisode fut composée par George Duning et réutilisée dans les épisodes Fraternitaire , Retour sur soi-même, La Révolte des enfants , Veritas et L'Impasse.

### Diffusion américaine
L'épisode fut retransmis à la télévision pour la première fois le 10 novembre 1967 sur la chaîne américaine NBC en tant que neuvième épisode de la deuxième saison.

### Diffusion hors États-Unis
L'épisode fut diffusé au Royaume Uni le 11 mai 1970 sur BBC One.
En version francophone, l'épisode fut diffusé au Québec en 1971. En France, l'épisode est diffusé le 8 juillet 1986 lors de la rediffusion de l'intégrale de Star Trek sur La Cinq.

### Réception critique
L'épisode fut particulièrement apprécié par Elinor Donahue et par Ralph Senensky lui-même qui estime qu'il s'agit de son épisode préféré de la série.
Dans un classement pour le site Hollywood.com Christian Blauvelt place cet épisode à la 26e position sur les 79 épisodes de la série originelle. Pour le siteThe A.V. Club Zack Handlen donne à l'épisode la note de B décrivant l'épisode comme étant bancal et trouvant assez étrange le final bien qu'appréciant que l'épisode donne plus d'informations sur l'univers de Star Trek.

## Adaptations littéraires
L'épisode fut romancé sous forme d'une nouvelle de 23 pages écrite par l'auteur James Blish dans le livre Star Trek 7,  un recueil compilant différentes histoires de la série et sorti en juillet 1972 aux éditions Bantam Books.
En 1978, l'épisode connut aussi une adaptation en roman photo créé à partir de captures d'écran de l'épisode. L'épisode a connu une suite sous forme de comic-books nommé A Warp in Space et publié en novembre 1977 aux éditions Gold Key Comics.

## Éditions commerciales
Aux États-Unis, l'épisode est disponible sous différents formats. En 1988 et 1990, l'épisode est sorti en VHS et Betamax. L'épisode sortit en version remastérisée sous format DVD en 1999 et 2004.
L'épisode connut une nouvelle version remasterisée sortie le 3 novembre 2007 : l'épisode fit l'objet de nombreux nouveaux effets spéciaux, notamment les plans du planétoïde vue de l'espace et les plans de l'Enterprise et de la navette Galileo qui ont été refaits à partir d'images de synthèse. Les plans d'apparitions du compagnon et quelques plans ont été retravaillés. Cette version est comprise dans l'édition Blu-ray, diffusée en septembre 2009.
En France, l'épisode fut disponible avec l'édition VHS de l'intégrale de la saison 2 en 2000. L'édition DVD est sortie le 18 novembre 2004 et l'édition Blu-ray le 27 avril 2009.